# Балабуха Анатолій Іванович
Анатолій Іванович Балабуха (1929 — 10 вересня 1943) — юний герой-піонер Великої Вітчизняної війни, загинув під час визволення рідного міста Маріуполя від німецько-фашистських загарбників у вересні 1943 року.

## Біографія
Народився у 1929 році у місті Маріуполі Сталінської області в Україні. На початку Великої Вітчизняної війни хлопчику виповнилося 12 років, він проходив навчання у школі № 31 міста Маріуполя . У 1941 році ворог увірвався до міста. Батько Анатолія працював на черпалці та був евакуйований до міста Єйськ.
Перебуваючи на окупованій території, Анатолій не міг сидіти склавши руки і намагався допомогти радянському народу подолати страшний час. Поблизу школи німецькі війська влаштували табір для військовополонених. Під наглядом конвою полонені щодня з тяжкої роботи поверталися до місця дислокації. Об'єднавшись із друзями Толік та інші хлопці йшли на елеватор, знаходили і просіювали з пилу обгорілу пшеницю, мололи на борошно, з якого дорослі випікали коржі. Хлопці ризикуючи життям, вибравши слушний момент, перекидали мимовільну сумку з їжею .
Під час визвольної операції 10 вересня 1943 року, коли радянські війська вели бої за місто Маріуполь, витісняючи фашистів із рідної землі, морський десант, який висадився за містом, відрізав німцям шлях до відступу. Частина десантників проривалася до міста, щоб заволодіти портом та залізничною станцією. Однією з таких груп Толік Балабуха, знаючи місцевість, зголосився допомогти. На одному з перехресть група та її провідник зустріли німецьку автоколону. Толя випросив одного з солдатів гранату, яку кинув у німецький бронетранспортер, техніка була підбита. Зав'язався бій, під час якого Анатолія Балабуху було поранено з автомата в живіт. Фашист, що його наздогнав, добив ударом приклада по голові. Життя піонера-героя обірвалося у день визволення рідного міста.
Анатолія Балабуху поховали на міському цвинтарі міста Маріуполя.

## Пам'ять
- На місці загибелі Героя 5 листопада 1965 року було встановлено та відкрито пам'ятник . Автор та скульптор споруди вчитель школи № 31 Л. Т. Марченко. Кошти на спорудження пам'ятника школярі збирали самі.
- Одна з вулиць Маріуполя носить ім'я піонера Балабухи.

### У літературі
- П. Безсонов написав повість «Вересневий ранок» про Героя Балабуху.
- Про подвиг Анатолія Балабухи маріупольський поет О. Шапурма розповів у другому розділі поеми «Морський десант».
- Вірш Толе Балабухе присвятив М. Т. Берилів.
- Існує і пісня про Тола Балабуху.